# 羊坪凤仙花
羊坪凤仙花（学名：Impatiens leveillei）为凤仙花科凤仙花属下的一个种。

## 扩展阅读
- 維基物種上的相關：羊坪凤仙花